# Moravița
Moravița (en hongrois : Temesmóra, en allemand : Morawitz) est une commune du județ de Timiș en Roumanie.